# Abbey Road
| 전문가 평가                   | 전문가 평가 |
| 총 점수                       | 총 점수     |
| 출처                          | 점수        |
| ----------------------------- | ----------- |
| 메타크리틱                    | 99/100      |
| 평가 점수                     |             |
| 출처                          | 점수        |
| AllMusic                      | [ 2 ]       |
| The A.V. Club                 | A           |
| Consequence of Sound          | A+          |
| The Daily Telegraph           | [ 5 ]       |
| Encyclopedia of Popular Music | [ 6 ]       |
| MusicHound Rock               | [ 7 ]       |
| Paste                         | 100/100     |
| Pitchfork                     | 10/10       |
| The Rolling Stone Album Guide | [ 10 ]      |

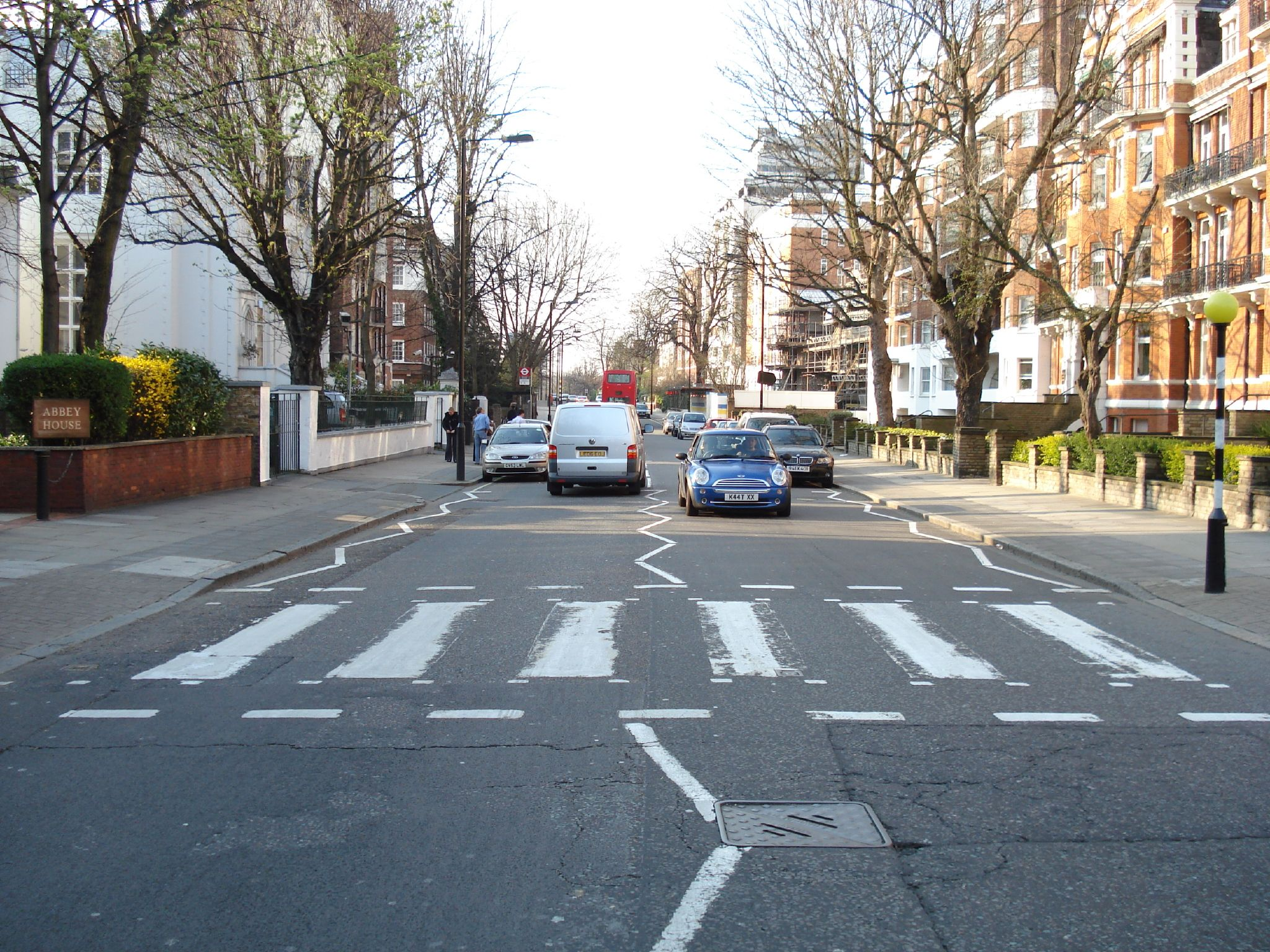
영국 런던 웨스트민스터의 세인트 존스 우드에 있는 "애비 로드". 이 횡단보도에서 역사적인, 비틀즈의 앨범 커버가 찍혔다.

《Abbey Road》(애비 로드)는 영국의 록 밴드 비틀즈가 발매한 11번째 스튜디오 음반이다. 이 앨범이 《Let It Be》보다 먼저 발매되긴 했지만, 실제 녹음은 나중에 이루어진 것이기 때문에 비틀즈의 마지막 앨범으로 여겨진다. 《Abbey Road》는 영국에서 1969년 9월 26일, 미국에선 같은 해 10월 1일 발매되었다. 프로듀싱은 조지 마틴이 맡았으며, 조프 이머릭이 엔지니어로, 토니 뱅크스가 테이프 오퍼레이터로 참여했다.
《Abbey Road》는 비틀즈의 앨범 중 가장 잘 짜여진 앨범이라고 평가받는다. 하지만 존 레논은 폴 매카트니의 주도하에 만들어진 긴 멜로디 부분(B사이드)을 핑계로 이 앨범을 폄하하기도 했다.
앨범의 전체적 분위기는 밝고 낙천적이다. 이는 이 앨범을 녹음할 시기가 비틀즈 멤버들 간에 불화가 절정에 치달았을 때임을 고려해 본다면 상당히 아이러니한 사실이다. 이러한 점을 볼 때 《Abbey Road》는 비틀즈의 어떤 앨범들 중에서도 (멤버들 간의 불화를 안정시킨) 조지 마틴의 영향력이 가장 강했음을 짐작할 수 있다.

## 앨범의 탄생
후에 Let It Be라는 이름으로 나올 Get Back의 실망적인 녹음을 마치고, 폴 매카트니는 조지 마틴에게 "예전에 우리가 했었던 것처럼" 녹음하자고 제안했다. 이는 《The Beatles》(White Album, 화이트 앨범으로도 불린다.) 이후 시작된 멤버들간의 불화와 논쟁에서 벗어나 보고자 하는 마음도 들어있었다. 마틴은 이에 동의했고, 그 결과물로 나온 것이 이 앨범이다.
이 앨범의 두 사이드는 그 성격이 확연하게 다른데, 이는 매카트니와 존 레논의 서로 다른 희망을 모두 만족시키기 위한 결과였다. 레논 중심의 A 사이드는 개별 곡들의 모음인 반면, 매카트니 중심의 B 사이드는 상대적으로 짧은 노래들이 이어지면서 한 편의 긴 곡이 수록되었다.

## 메들리
대부분의 사람들은 이 앨범의 진수로 16분간 이어지는 짧은 곡들의 메들리를 꼽는다. 이러한 메들리를 구성하는 노래는 완전히 끝나는 것도 있고 끝나지 않은 상태에서 이어지는 것도 있다. 매카트니에 의해 이어진 이러한 B 사이드 수록곡들은, 초기 프로그레시브 록 앨범의 모습을 나타내며 역대 앨범의 한 사이드 구성 중 최고라는 평을 듣기도 한다. 메들리에 등장하는 노래 대부분은 《The Beatles》와 《Let It Be》 작업 중 지어진 것이다.
메들리는 매카트니의 〈You Never Give Me Your Money〉로 시작한다. 이에 이어서 레논이 작곡한 세 곡, 〈Sun King〉(〈Because〉와 함께 초기 앨범에서 가져온 것이다.), 〈Mean Mr. Mustard〉(비틀즈의 인도 여행 중 작곡), 〈Polythene Pam〉, 〈She Came In Through the Bathroom Window〉(비틀즈의 팬이 매카트니의 집 화장실 문을 통해 들어온 이후 작곡)이 나온다. 여기에 이어서 또 다른 메들리, 폴 매카트니의 노래 3곡이 이어지는데,〈Golden Slumbers〉(토머스 데커의 17세기 시에서 따옴), 〈Carry That Weight〉(이 앨범에서 멤버 4명의 보컬이 동시에 나오는 유일한 곡이다), 그리고 절정에 이르는 〈The End〉로 이어지면서 막이 내린다.
〈The End〉는 비틀즈가 연주했던 노래들 중에서 유일하게 링고 스타의 드럼 솔로가 등장하는 곡이다. 또한 폴 매카트니, 조지 해리슨, 존 레논이 돌아가면서 연주한 기타 솔로(순서는 정확히 알려지지 않았다.) 가 등장하는 유일한 곡이기도 하다.
앨범 《Anthology 3》에는 링고 스타의 드럼 솔로와 함께 해리슨의 리드 기타 솔로가 등장하는 버전이 나와 있기도 하다. 그리고 이 노래의 마지막 행인 "And in the end, the love you take is equal to the love you make"(그리고 마지막엔, 당신이 받는 사랑은 당신이 베푼 사랑과 같아요.)는 많은 팬들에게는, 비틀즈가 남기는 메시지의 정수(essence)로 받아들이기도 한다.

### Her Majesty
〈Her Majesty〉는 맨 마지막에 수록된 23초짜리 노래이다. 원래는 〈Mean Mr. Mustard〉와 〈Polythene Pam〉사이에 수록하려고 했던 노래였는데, 폴 매카트니는 작업 후 이 노래를 이어서 들어보면서 매끄럽지 못하다고 생각, 엔지니어 존 커랜더에게 이 노래를 빼달라고 부탁했다. 그러나 존 커랜더는 어떤 노래도 빼지 말라는 지시를 받았었고, 그래서 이 노래를 마지막 곡인 〈The End〉끝에 20초 정도의 공백을 둔 후 삽입했다. 비틀즈 멤버들은 이 편집을 마음에 들어 했고, 앨범에 남게 되었다. LP중에는 이 노래가 나오지 않는 것이 있다. 하지만 그러한 LP의 커버에는 〈Her Majesty〉라는 곡명이 남아있다. 이 노래를 자세히 들어보면 처음 도입부에서 〈Mean Mr. Mustard〉의 마지막 코드가 들릴것이다. 어떤 사람들은 이 노래를 최초의 히든 트랙으로 여기기도 한다.

## 유명한 앨범 커버

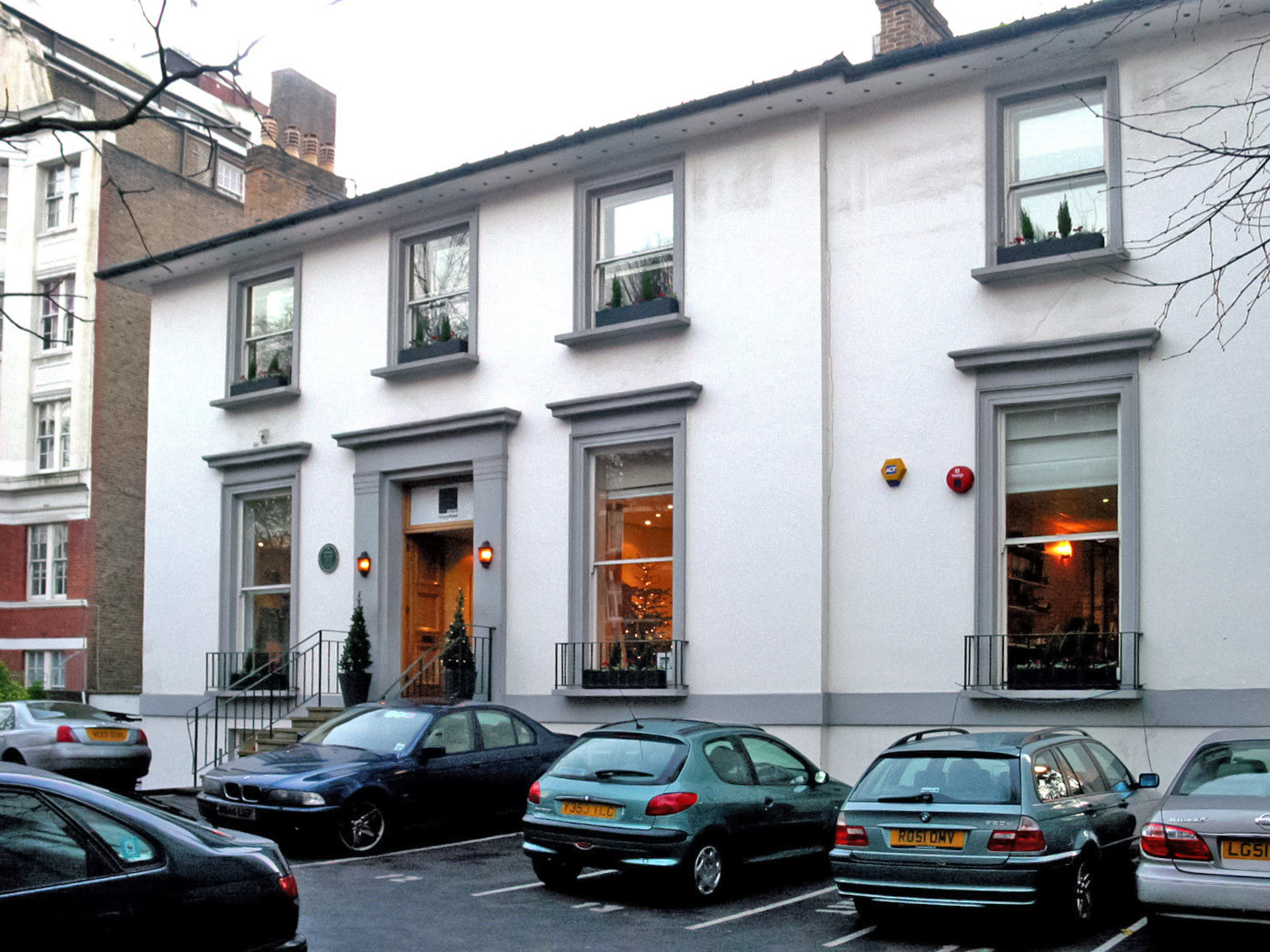
앨범이 녹음된 장소 - EMI의 애비 로드 스튜디오

조프 어믹은, "앨범 제목은 Everest(에베레스트)로 지으려고도 했었어요. 제가 즐겨피던 담배 상표를 따서요"라고 회상했다. 이에는 히말라야에서 찍은 비틀즈 멤버들의 사진을 커버로 실을 것도 고려하고 있었다. 하지만 이때 비틀즈는 그 먼곳까지 사진을 찍으러 가야 했다. 그래서 멤버들은 이 앨범을 그들의 음악을 녹음한 EMI사의 애비 로드 스튜디오(Abbey Road Studios)의 이름을 따, Abbey Road로 짓기로 했다. 커버 디자인은 1969년 8월 8일 EMI의 코시라는 예술감독이, 사진 촬영은 이안 맥밀런이 맡았다. 맥밀런은 그날 낮 10시, 10분 정도의 시간 동안 사진을 찍었고, 이 앨범 커버 사진은 음악 역사상 최고로 유명하고 최고로 많이 패러디 된 작품이 되었다.
멤버들은 앨범 커버 사진에서 모두 오른쪽으로 횡단보도를 건너가고 있다. 하지만 사실 애비 로드 스튜디오는 그 반대편에 위치하고 있었다. 이 이유에 대해선 알려진 바 없다. 또한 레논의 머리 왼쪽 상단, 보도에 서 있는 남자는 폴 코어라는 미국인 관광객이다. 그는 몇 달 뒤 앨범을 보기 전까진 자신이 사진에 찍힌 줄도 몰랐다고 한다.

### 폴 매카트니 사망설의 단서들

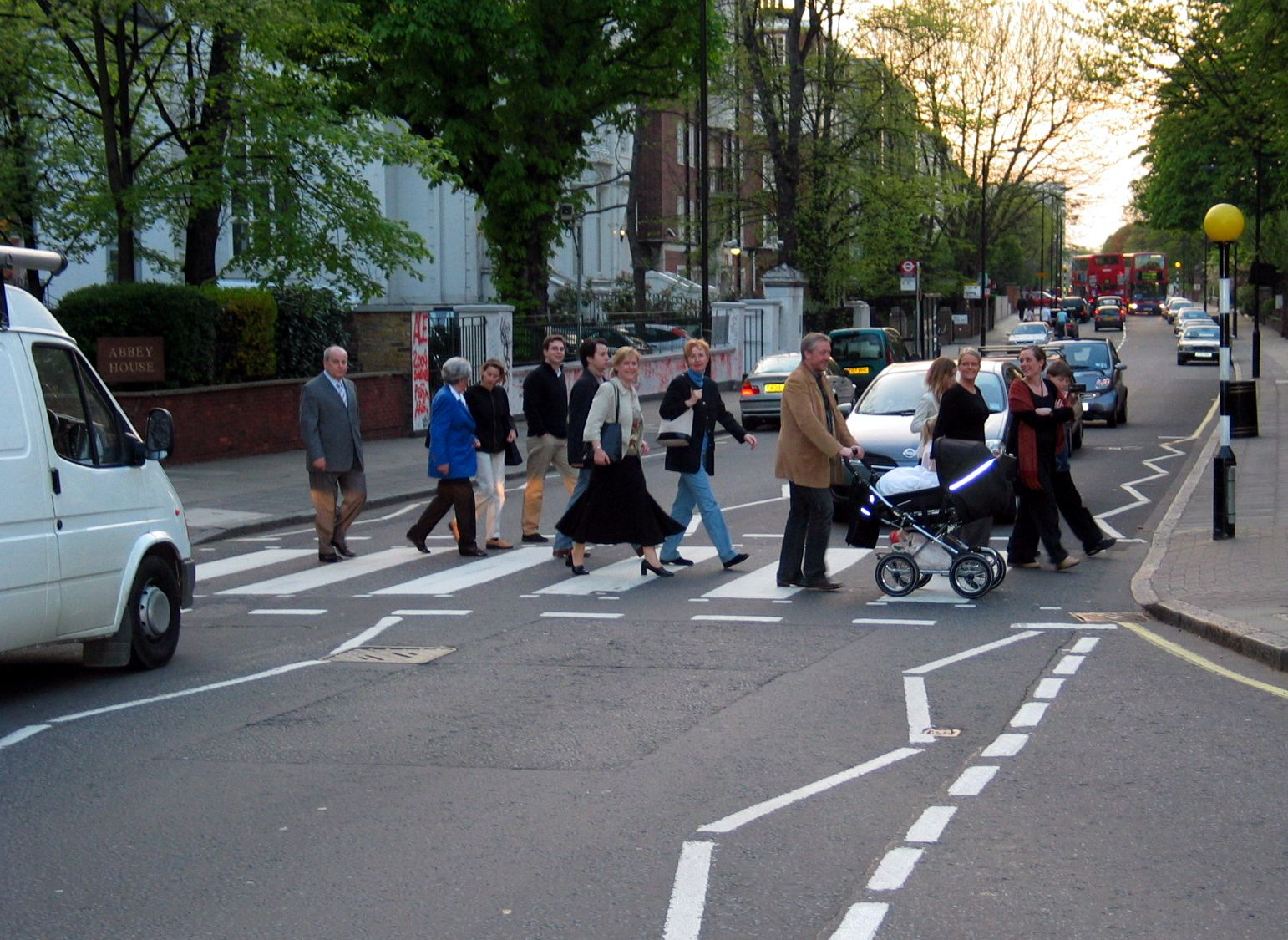
애비 로드 스튜디오가 보이는 각도로 찍은 애비 로드

이 앨범 커버 사진은 폴 매카트니 사망설을 부연하는 증거가 되기도 했다. 폴 매카트니 사망설에서 제시하는 증거는 다음과 같다. 폴은 혼자 맨발이고, 다른 멤버들과 발이 맞지 않으며, 혼자 눈을 감고 있고, 홀로 오른손에 담배를 들고 있다. 그는 왼손잡이인데도 말이다. 또한 뒤에 보이는 폴크스바겐 비틀의 번호판은 "LMW 281F"이다. LMW는 "Linda McCartney Weeps"(린다 매카트니가 운다), 281F는, 28if(만약 살아있었다는 폴의 나이는 28세다)를 가리킨다고 한다. 그러나 당시 폴 매카트니는 27살이었고, 린다 매카트니와 폴 매카트니는 1969년 3월 결혼했다. 재밌는 사실은, 폴 매카트니 사망설에 따르면 폴은 린다와 만나기 몇 년 전에 이미 사망했다.

### 모방과 패러디

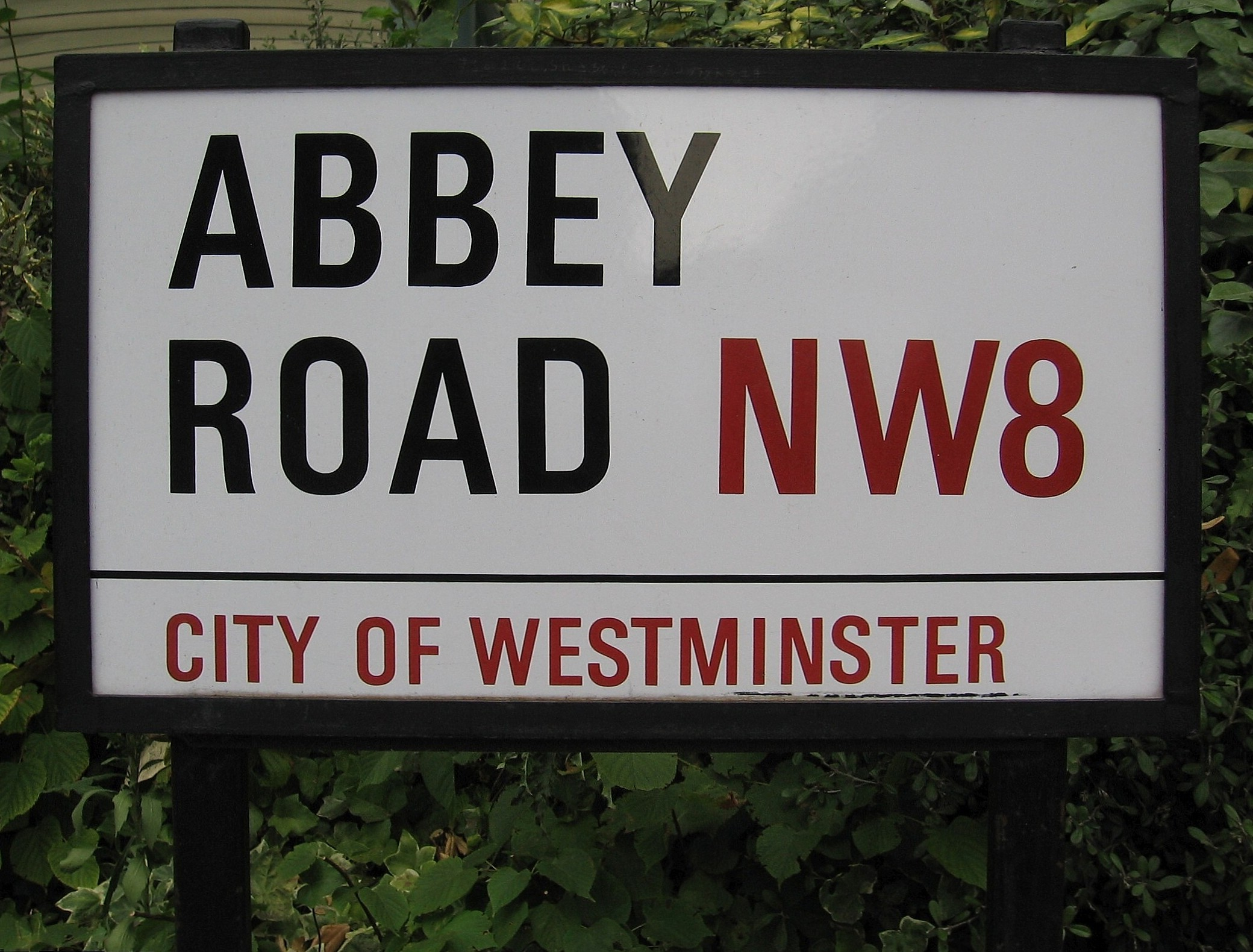
애비 로드의 명판. 《Abbey Road》의 앨범 커버 뒷면에는 ABBEY ROAD NW8이란 글이 적혀있다.

- 부커 T. & 더 M.G.'s의 Abbey Road 커버 앨범인 《McLemore Avenue(1969년)에서, 그들은 자신들이 작업했던 스택스 레코즈 스튜디오가 위치한 거리 이름을 땄다.
- 레드 핫 칠리 페퍼스는 《The Abbey Road E.P.》라는 앨범에서 앨범을 따라했다.
- 폴 매카트니는 《Paul Is Live》라는 앨범에서 스스로 이 앨범 사진을 따라했다. 이는 폴 매카트니 사망설과도 관련되어 있다. 이 앨범 커버 사진에서 비틀의 번호판은 51IS(당시 그의 나이)로 바뀌었고 《The Beatles》앨범의 〈Martha My Dear〉란 곡에 등장하는 자신의 애완견 Martha의 새끼 중 한 마리와 함께 등장한다.
- 미국의 TV만화 심슨 가족에서 호머 심슨의 남성 4중창 그룹 The Be Sharps의 두 번째 앨범 "Bigger Than Jesus"의 앨범 커버는 4명의 멤버들이 《Abbey Road》의 커버 사진 모습으로 물 위를 걷는 모습이다.

### 비틀
커버 사진 왼편에 있는 폴크스바겐 비틀은 스튜디오 건너편 아파트에 살던 사람이 세워놓은 것이었다. 이 차는 1986년 경매에 올려져 2만 3천달러에 팔렸으며 현재는 폴크스바겐 박물관에 전시중이다.

## 곡 목록
- 특별한 언급이 없는 한 모든 곡들은 레논-매카트니 작곡이다.

| #  | 제목                                 | 보컬     | 재생 시간 |
| -- | ------------------------------------ | -------- | --------- |
| 1. | 〈〈Come Together〉〉                | 레논     | 4:20      |
| 2. | 〈〈Something〉〉 (조지 해리슨)      | 해리슨   | 3:03      |
| 3. | 〈〈Maxwell's Silver Hammer〉〉      | 매카트니 | 3:27      |
| 4. | 〈〈Oh! Darling〉〉                  | 매카트니 | 3:26      |
| 5. | 〈〈Octopus's Garden〉〉 (링고 스타) | 스타     | 2:51      |
| 6. | 〈〈I Want You (She's So Heavy)〉〉  | 레논     | 7:47      |

| #   | 제목                                            | 보컬                         | 재생 시간 |
| --- | ----------------------------------------------- | ---------------------------- | --------- |
| 1.  | 〈〈Here Comes the Sun〉〉 (해리슨)             | 해리슨                       | 3:05      |
| 2.  | 〈〈Because〉〉                                 | 레논, 매카트니, 해리슨       | 2:45      |
| 3.  | 〈〈You Never Give Me Your Money〉〉            | 매카트니                     | 4:02      |
| 4.  | 〈〈Sun King〉〉                                | 레논, 매카트니, 해리슨       | 2:26      |
| 5.  | 〈〈Mean Mr. Mustard〉〉                        | 레논                         | 1:06      |
| 6.  | 〈〈Polythene Pam〉〉                           | 레논                         | 1:12      |
| 7.  | 〈〈She Came In Through the Bathroom Window〉〉 | 매카트니                     | 1:57      |
| 8.  | 〈〈Golden Slumbers〉〉                         | 매카트니                     | 1:31      |
| 9.  | 〈〈Carry That Weight〉〉                       | 매카트니, 레논, 해리슨, 스타 | 1:36      |
| 10. | 〈〈The End〉〉                                 | 매카트니                     | 2:05      |
| 11. | 〈〈Her Majesty〉〉                             | 매카트니                     | 0:23      |

### 참고
- 〈Her Majesty〉는 최초의 히든 트랙으로 여겨진다.
- 미국의 어떤 카세트 테이프는 〈Come Together〉와 〈Here Comes The Sun〉의 순서가 바뀐 것도 있다. 하지만 차후 모든 LP, 테이프, CD는 원 순서로 되어있다.
- 〈You Never Give Me Your Money〉부터 〈The End〉는 "The Abbey Road Medley"라고 불린다. 또한 이는 "록 심포니"라는 이름으로 불리기도 한다.

## 인증
| 국가                                                            | 인증         | 판매량/출하량 |
| --------------------------------------------------------------- | ------------ | ------------- |
| 아르헨티나 (CAPIF)                                              | 다이아몬드   | 500,000^      |
| 오스트레일리아 (ARIA)                                           | 3× 플래티넘  | 210,000^      |
| 캐나다 (뮤직 캐나다)                                            | 다이아몬드   | 1,000,000^    |
| 덴마크 (IFPI Danmark)                                           | 3× 플래티넘  | 60,000        |
| 프랑스 (SNEP)                                                   | 골드         | 732,000       |
| 독일 (BVMI)                                                     | 플래티넘     | 500,000^      |
| 이탈리아 (FIMI) sales since 2009                                | 플래티넘     | 50,000        |
| 일본                                                            | —            | 655,000       |
| 뉴질랜드 (RMNZ)                                                 | 5× 플래티넘  | 75,000^       |
| 영국 (BPI) sales since 2009                                     | 3× 플래티넘  | 900,000       |
| 미국 (RIAA)                                                     | 12× 플래티넘 | 12,000,000^   |
| 요약                                                            |              |               |
| 전세계 Worldwide sales in 2019                                  | —            | 800,000       |
| 전세계 Worldwide sales up to 2014                               | —            | 31,000,000    |
| ^출하량을 기반으로 한 인증 · 판매량+스트리밍을 기반으로 한 인증 |              |               |

 BPI certification awarded only for sales since 1994.

## 발매 기록
| 국가          | 발매일           | 음반사              | 형식        | 음반 번호     |
| ------------- | ---------------- | ------------------- | ----------- | ------------- |
| 영국          | 1969년 9월 26일  | 애플 레코드         | LP          | PCS 7088      |
| 미국          | 1969년 10월 1일  | 애플, 캐피톨 레코드 | LP          | SO 383        |
| 일본          | 1983년 5월 21일  | 도시바 EMI          | CD          | CP35-3016     |
| 전 세계 발매  | 1987년 10월 10일 | 애플, EMI(팔로폰)   | CD          | CDP 7 46446 2 |
| 일본 (재발매) | 1998년 3월 11일  | 도시바 EMI          | CD          | TOCP 51122    |
| 일본          | 2004년 1월 21일  | 도시바 EMI          | 리마스터 LP | TOJP 60142    |